# Irene Papas
Irene Papas, em grego Ειρήνη Παππά, (Chiliomódi, 3 de setembro de 1926 – Chiliomódi, 14 de setembro de 2022) foi uma atriz e cantora grega.

## Vida
Nascida Irene Lelékou (Ειρήνη Λελέκου), numa aldeia perto de Corinto, mas mudou-se com a família para Atenas aos 7 anos. Aos 15 iniciou a carreira como atriz de rádio, cantora e dançarina.
Atuou em mais de setenta filmes numa carreira de mais de cinquenta anos. Seus mais célebres trabalhos foram as películas Os canhões de Navarone (1961), Zorba, o Grego e Elektra, do diretor Michael Cacoyannis, e Z, de Costa-Gavras.
A fama não a salvou do exílio. Em 1967, teve início a ditadura militar na Grécia, que a atriz não aceitou, razão por que partiu primeiro para Itália e depois para Nova Iorque, juntamente com outros artistas. Durante o exílio, em Roma e em Hollywood, colaborou com realizadores como Franco Zeffirelli, Franco Rossi e Costas Gavras.
Após a queda da junta militar em 1974 pôde regressar ao seu país, e em 1995 foi condecorada com a insígnia da Ordem da Fénix, que lhe foi atribuída pelo então Presidente da República, Konstantinos Stephanopoulos.
Em Portugal chegou a fazer teatro, além de ter colaborado pontualmente com Manoel de Oliveira em títulos como Inquietude (1997) e Um Filme Falado (2003), este último o filme que marcou a sua despedida das telas.
Aposentada, a atriz foi diagnosticada com a doença de Alzheimer em 2013, segundo informações dadas por uma de suas sobrinhas à imprensa grega em 2018. Morreu na sua localidade natal, em 14 de setembro de 2022.